# Oku-sama wa Joshi Kōsei
Oku-sama wa Joshi Kōsei (おくさまは女子高生 lit. La señora de la casa es una chica de secundaria?) es una serie de manga escrita e ilustrada por Hiyoko Kobayashi. Comenzó a serializarse en la revista Young Jump desde el año 2001. En 2005, fue adaptada a una serie de anime para televisión de 13 episodios.

## Argumento
Asami Onohara es una estudiante de preparatoria que mantiene en secreto una relación con su profesor de física, quienes de hecho están casados. A pesar de estar formalmente en matrimonio, el padre de Asami les prohíbe cualquier tipo de contacto sexual, al menos hasta la graduación. Asami y Kyosuke intentan de todas las formas mantener su relación, pero encuentran cada vez varias dificultades y obstáculos como su padre o de otros personajes.

## Personajes
Asami Onohara (小野原麻美 Onohara Asami?)
Voz por: Ayako Kawasumi
Una estudiante de 17 años, está casada en secreto con su profesor de física.
Iwao Onohara (小野原巌 Onohara Iwao?)
Voz por: Naoya Ushida
Es el padre de Asami.
Kyosuke Ichimaru (市丸恭介 Ichimaru Kyosuke?)
Voz por: Mitsuaki Madono
Es un profesor de física en una escuela preparatoria, tiene 25 años.
Kasumi Horiguchi (堀口 かすみ Horiguchi Kasumi?)
Voz por: Aya Endo
Una de las amigas de Asami. No conoce el secreto de su amiga.
Profesor Iwasaki (岩崎 Iwasaki-sensei?)
Es el profesor de inglés en la clase de Asami.
Satomi Endo (遠藤 さとみ Endo Satomi?)
Voz por: Shiho Kawaragi
Una de las amigas de Asami. No conoce el secreto de su amiga.

## Media

### Manga
La serie de manga es escrita e ilustrada por Hiyoko Kobayashi, comenzó a serializarse en la revista Young Jump de la editorial Shūeisha desde 2001. Finalizó su publicación con un total de 13 volúmenes compilados.

### Lista de volúmenes
| N.º | Título       | Fecha de lanzamiento    | ISBN original      |
| --- | ------------ | ----------------------- | ------------------ |
| 1   | «Volumen 1»  | 20 de junio de 2002     | ISBN 9784089080016 |
| 2   | «Volumen 2»  | 20 de agosto de 2003    | ISBN 9784087820577 |
| 3   | «Volumen 3»  | 18 de diciembre de 2003 | ISBN 9784087820638 |
| 4   | «Volumen 4»  | 19 de abril de 2004     | ISBN 9784087820744 |
| 5   | «Volumen 5»  | 20 de agosto de 2004    | ISBN 9784087820799 |
| 6   | «Volumen 6»  | 18 de diciembre de 2004 | ISBN 9784087820911 |
| 7   | «Volumen 7»  | 20 de abril de 2005     | ISBN 9784087820942 |
| 8   | «Volumen 8»  | 19 de agosto de 2005    | ISBN 9784087820980 |
| 9   | «Volumen 9»  | 20 de enero de 2006     | ISBN 9784087821444 |
| 10  | «Volumen 10» | 19 de mayo de 2006      | ISBN 9784087821475 |
| 11  | «Volumen 11» | 17 de noviembre de 2006 | ISBN 9784087821512 |
| 12  | «Volumen 12» | 19 de marzo de 2007     | ISBN 9784087821543 |
| 13  | «Volumen 13» | 20 de junio de 2007     | ISBN 9784087821567 |

### Anime
Una serie de anime para televisión se estrenó en la cadena TV Saitama el 2 de julio de 2005, finalizó en septiembre del mismo año. El estudio de animación Madhouse produjo la serie, que cuenta con un total de 13 episodios, cada uno dividido en dos partes, con un total de 26 mini episodios. Jun Shishido dirigió la serie. El tema de apertura es Love Love! Chuっ Chuっ! y es interpretado por Ayako Kawasumi, el tema de cierre es Ai no Koneko por Ayako Kawasumi, Aya Endo y Shiho Kawaragi.

### Lista de episodios
| #  | Título                                                                                        | Estreno                  |
| -- | --------------------------------------------------------------------------------------------- | ------------------------ |
| 1  | «Minna niwa naisho dakedo...» «Minna niwa naisho dakedo...» (みんなにはナイショだけど…)       | 2 de julio de 2005       |
| 2  | «Love letter moratchatta!» «Love letter moratchatta!» (ラブレターもらっちゃった！)            |                          |
| 3  | «Gakuensai de irasshaimase♥» «Gakuensai de irasshaimase♥» (学園祭でいらっしゃいませ♥)         |                          |
| 4  | «Kodomo ga dekichaimashita...!» «Kodomo ga dekichaimashita...!» (子供ができちゃいました…！)   |                          |
| 5  | «Kyou koso wa to omotta noni...» «Kyou koso wa to omotta noni...» (今日こそはと思ったのに…)   |                          |
| 6  | «Sakura-san oyako sanjō!» «Sakura-san oyako sanjō!» (サクラさん親子参上！)                    |                          |
| 7  | «Danna-sama ga uso wo tsuita...» «Danna-sama ga uso wo tsuita...» (ダンナさまがうそをついた…) |                          |
| 8  | «Shinjite ii desuka...» «Shinjite ii desuka...» (信じていいですか…)                           |                          |
| 9  | «Barechaimashita...!» «Barechaimashita...!» (バレちゃいました…！)                             |                          |
| 10 | «Himago ga hosii...!?» «Himago ga hosii...!?» (ひ孫がほしい…！？)                             |                          |
| 11 | «Futarikkiri no ryokō♥» «Futarikkiri no ryokō♥» (二人っきりの旅行♥)                           |                          |
| 12 | «Natsu matsuri to hanabi to...» «Natsu matsuri to hanabi to...» (夏祭りと花火と…)             |                          |
| 13 | «Shoki barai no ato de» «Shoki barai no ato de» (暑気払いのあとで)                            |                          |
| 14 | «Danna-sama no gohōbi» «Danna-sama no gohōbi» (ダンナさまのごほうび)                          |                          |
| 15 | «Atashi ga...video ni...?» «Atashi ga...video ni...?» (あたしが…ビデオに…？)                  |                          |
| 16 | «Ame no hi no dekigoto» «Ame no hi no dekigoto» (雨の日の出来事)                              |                          |
| 17 | «Hokenshitsu de soine!?» «Hokenshitsu de soine!?» (保健室で添い寝！？)                        |                          |
| 18 | «Danna-sama ga oku-sama?» «Danna-sama ga oku-sama?» (ダンナさまがおくさま？)                  |                          |
| 19 | «Namida no tentai kansoku» «Namida no tentai kansoku» (涙の天体観測)                          |                          |
| 20 | «Komusume nanka ni makenaiwa» «Komusume nanka ni makenaiwa» (小娘なんかに負けないわ)          |                          |
| 21 | «Kekkon shite kuremasenka...?» «Kekkon shite kuremasenka...?» (結婚してくれませんか…？)       |                          |
| 22 | «Manten no hoshi no shita de...» «Manten no hoshi no shita de...» (満天の星の下で…)           |                          |
| 23 | «Hajimete no fūfu genka...» «Hajimete no fūfu genka...» (初めての夫婦ゲンカ…)                 |                          |
| 24 | «Kaze ni goyōjin...!» «Kaze ni goyōjin...!» (風邪にご用心…！)                                 |                          |
| 25 | «Kekkon ga bareta!» «Kekkon ga bareta!» (結婚がばれた！)                                      |                          |
| 26 | «Itsumademo zutto aishite...» «Itsumademo zutto aishite...» (いつまでもずっと愛して…)         | 25 de septiembre de 2005 |